# Ілдералду Белліні
Ілдералду Белліні (порт. Hilderaldo Bellini; 7 червня 1930, Ітапіра, Бразилія — 20 березня 2014, Сан-Паулу) — бразильський футболіст, що грав на позиції захисника. Виступав, зокрема, за клуби «Васко да Гама» та «Сан-Паулу», а також національну збірну Бразилії. Дворазовий чемпіон світу.

## Клубна кар'єра
Вихованець футбольної школи клубу «Ітапіренсе».
У дорослому футболі дебютував 1949 року виступами за команду клубу «Санжуаненсе», в якій провів два сезони. Своєю грою за цю команду привернув увагу представників тренерського штабу клубу «Васко да Гама», до складу якого приєднався 1952 року. Відіграв за команду з Ріо-де-Жанейро наступні дев'ять сезонів своєї ігрової кар'єри.
1962 року уклав контракт з клубом «Сан-Паулу», у складі якого провів наступні п'ять років своєї кар'єри гравця. Більшість часу, проведеного у складі «Сан-Паулу», був основним гравцем захисту команди.
Завершив професійну ігрову кар'єру у клубі «Атлетіку Паранаенсі», за команду якого виступав протягом 1967—1969 років.

## Виступи за збірну
1957 року дебютував в офіційних матчах у складі національної збірної Бразилії. Протягом кар'єри у національній команді, яка тривала 10 років, провів у формі головної команди країни 51 матч.
У складі збірної був учасником розіграшу Кубка Америки 1957 року у Перу, де разом з командою здобув «срібло», чемпіонату світу 1958 року у Швеції, здобувши того року титул чемпіона світу, розіграшу Кубка Америки 1959 року в Аргентині, де разом з командою здобув «срібло», чемпіонату світу 1962 року у Чилі, де знову став чемпіоном світу, чемпіонату світу 1966 року в Англії і розіграшу Кубка Америки 1959 року в Аргентині, де разом з командою здобув «срібло».

## Титули і досягнення
- Чемпіон світу: 1958, 1962
- Срібний призер Чемпіонату Південної Америки: 1957, 1959 (Аргентина)